# Heinrich Neukirch
Heinrich Neukirch (* 1. April 1895; † 17. Dezember 1936 in Graz) war ein deutscher Bauingenieur und Hochschullehrer in Graz. 
Neukirch wurde 1934 an der Technischen Hochschule München mit einer Dissertation über Eine Berechnungsmethode fünfgliedriger Gleichungen und ihre Anwendung auf die Berechnung von elastisch nachgiebigen Zwischenquerrahmen bei Brückensystemen promoviert. Er war dann als Oberingenieur bei der AG für Eisen-Industrie und Brückenbau vorm. Johann Caspar Harkort in Duisburg tätig. 1931 wurde er außerordentlicher Professor für Baumechanik an der Technischen Hochschule Graz.
Er galt, so sein Schüler Konrad Sattler, als Pionier der Berechnung von Hängebrücken mit der Einführung von Einflusslinien. Nach Sattler liegt sie den späteren Theorien von Kurt Klöppel und Franz Dischinger zugrunde.

## Schriften
- Berechnung der Hängebrücke bei Berücksichtigung der Verformung des Kabels. In: Ingenieur-Archiv, Band 7 (1936), S. 140.